# گارنیش (غذا)

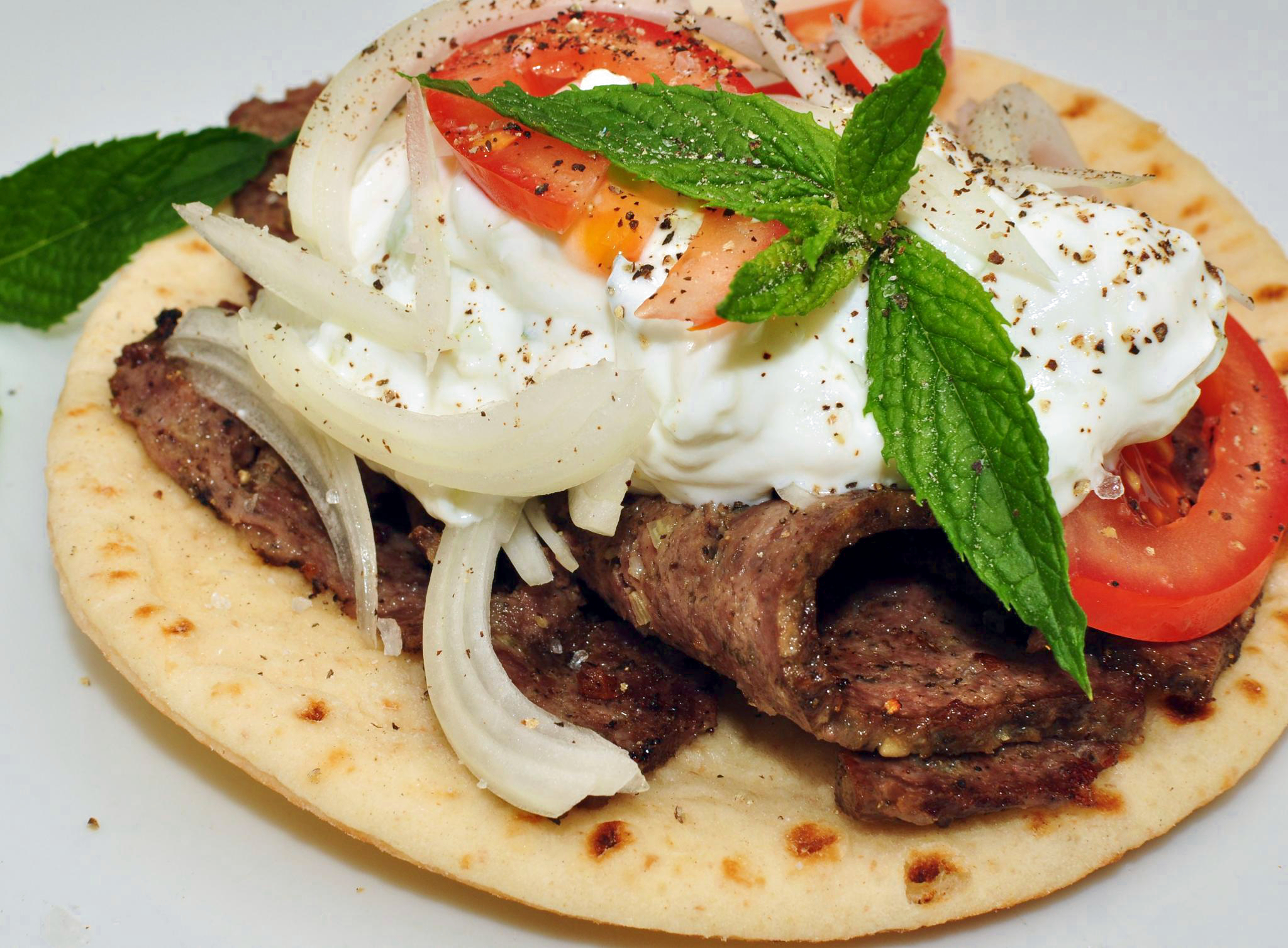
ساندویچ جایرو که با برگ نعنا گارنیش شده است

گارنیش (انگلیسی: Garnish) (در لغت به معنای چاشنی است اما با چاشنی فرق دارد) یک ماده یا وسیله‌ای است که به عنوان تزئین یا آراستن به ظرف غذا یا نوشیدنی استفاده می‌شود. در بسیاری از موارد، ممکن است طعم اضافه یا متضادی بدهد. برخی از گارنیش‌ها عمدتاً برای افزایش تأثیر دیداری بشقاب و برخی دیگر به‌طور خاص برای طعمی که ممکن است ایجاد کنند انتخاب می‌شوند. گارنیش با چاشنی فرق دارد، به عنوان مثال سس آماده ای که در درجه اول به دلیل طعم آن به غذای دیگری اضافه می‌شود یک چاشنی است. یک ماده غذایی که با گارنیش سرو می‌شود را می‌توان به عنوان گارنی (garni) توصیف کرد، که اصطلاحی فرانسوی به معنای «تزیین شده» است.
تفاوت گارنیش (garnish) و تزیین (decoration)، خوراکی بودن گارنیش است. چمن پلاستیکی برای ارائه سوشی یک تزئین در نظر گرفته می‌شود، نه یک گارنیش.

## بررسی کلی
گارنیش باعث جذابیت بصری مواد غذایی یا نوشیدنی می‌شود:
- تقویت رنگ: مانند زمانی که پاپریکا روی سالاد سالمون پاشیده می‌شود،
- تضاد رنگی: مانند زمانی که پیازچه روی سیب زمینی پاشیده می‌شود،
- جذابیت دیداری: ممکن است یک کوکتل را از نظر دیداری جذاب تر کنند، مانند زمانی که یک چتر کوکتل به یک نوشیدنی عجیب و غریب اضافه می‌شود یا زمانی که یک مای تای با هر تعداد از میوه‌های حاره‌ای پوشانده می‌شود.

سوشی را می‌توان با باران (baran)، نوعی چمن یا برگ پلاستیکی تزئین کرد. گاهی یک چاشنی و یک گارنیش با هم برای مرحلهٔ پایانی ارائه غذا استفاده می‌شود. به عنوان مثال، یک پیش غذا را می‌توان با یک سس، به عنوان چاشنی، همراه با یک شاخه جعفری به عنوان گارنیش روی آن اضافه کرد.
یک گارنیش ممکن است آنقدر به راحتی با یک غذای خاص شناسایی شود که آن غذا بدون گارنیش ناقص به نظر برسد. نمونه‌ها عبارتند از: ساندی موز با گیلاس در بالای آن، یا بوفالو وینگ که با گارنیش چوب کرفس و سس پنیرآبی سرو می‌شود.

## فهرست گارنیش‌ها

### غذاها و خوراکی‌ها
گارنیش غذاها و خوراکی‌ها عبارتند از:

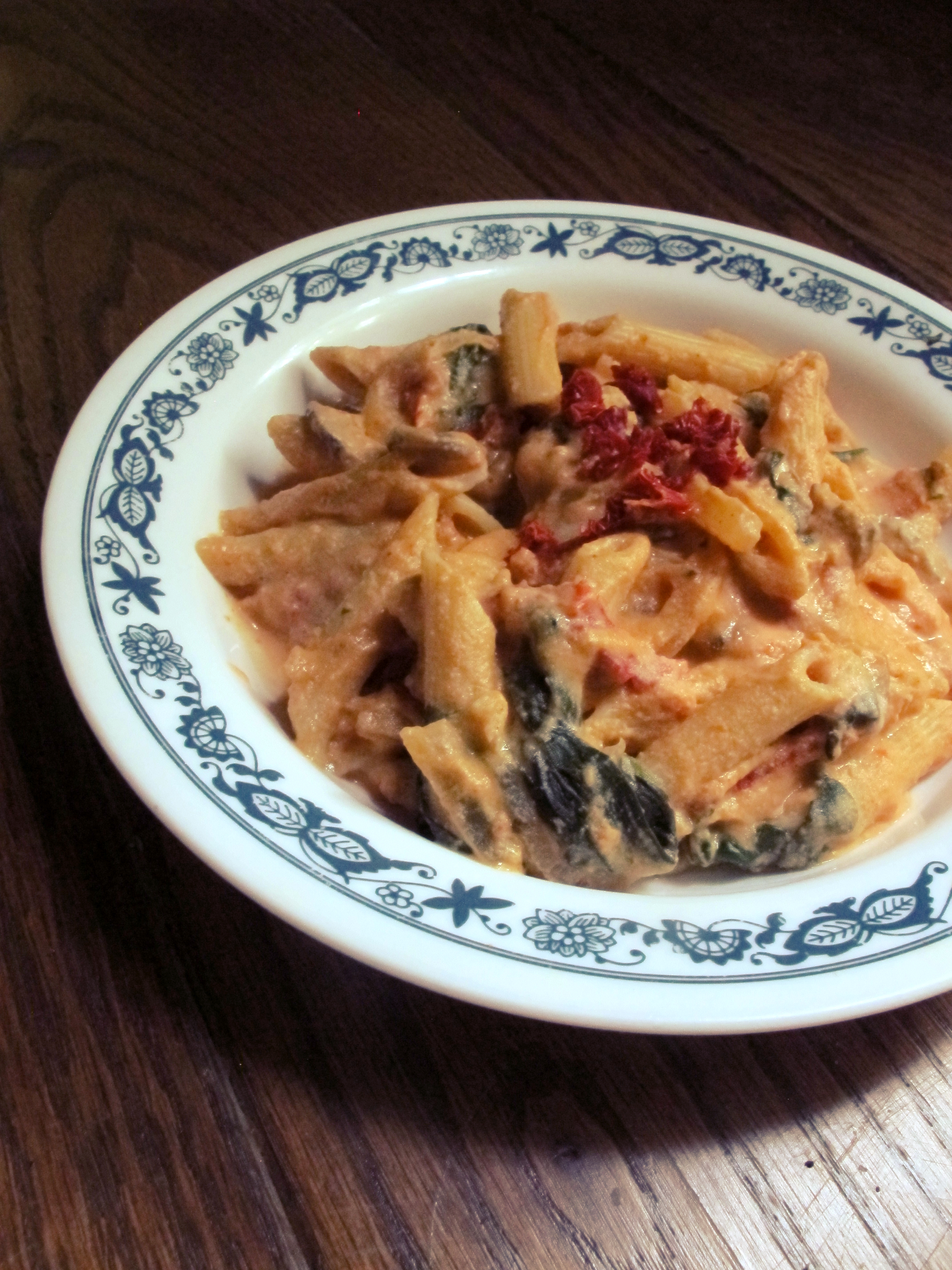
برگه گوجه‌فرنگی به عنوان گارنیش پنه وگان استفاده می‌شود

- آماندین - یک اصطلاح آشپزی که نشان دهنده گارنیش بادام است
- باوانگ گورنگ – شالت سرخ شده ترد، گارنیش رایج در آشپزی اندونزیایی
- هویج
- خاویار
- برگه گوجه‌فرنگی
- کرفس
- پیاز کوهی
- فلفل تند - خلالی، حلقه ای یا تزئینی برش خورده
  - رشته‌های فلفل قرمز
- گشنیز – برگ گشنیز
- کروتون
- خیار - خلالی، حلقه ای یا تزئینی برش خورده
- دوکسل (Duxelles)
- گارنیش تخم مرغ
- پیازداغ – به عنوان گارنیش روی استیک و سایر غذاها استفاده می‌شود
- گرمولاتا
- ریحان لیمویی
- تربچه
- مانشت (Manchette)
- ریزسبزی‌ها – سبزی برگی‌های جوان که هم به عنوان یک قسمت دیداری و طعم دهنده و هم به عنوان ماده تشکیل دهنده و گارنیش استفاده می‌شوند
- نعنا
- آجیل
- زنجبیل
- جعفری
- پرسیلاد (Persillade)
- قارچ تفت داده شده – مورد استفاده در استیک و سایر غذاها
- جلبک دریایی خوراکی - مانند ورقه نوری خرد شده، که برای گارنیش غذاهایی مانند سوپ، پیش غذا و ساشی‌می استفاده می‌شود
- دانه کنجد
- گردو

### دسر و شیرینی‌ها
گارنیش دسر و شیرینی عبارتند از:
- کارامل
- شکلات (رنده شده یا غنچه شده)
- پودر کاکائو
- نارگیل پرک

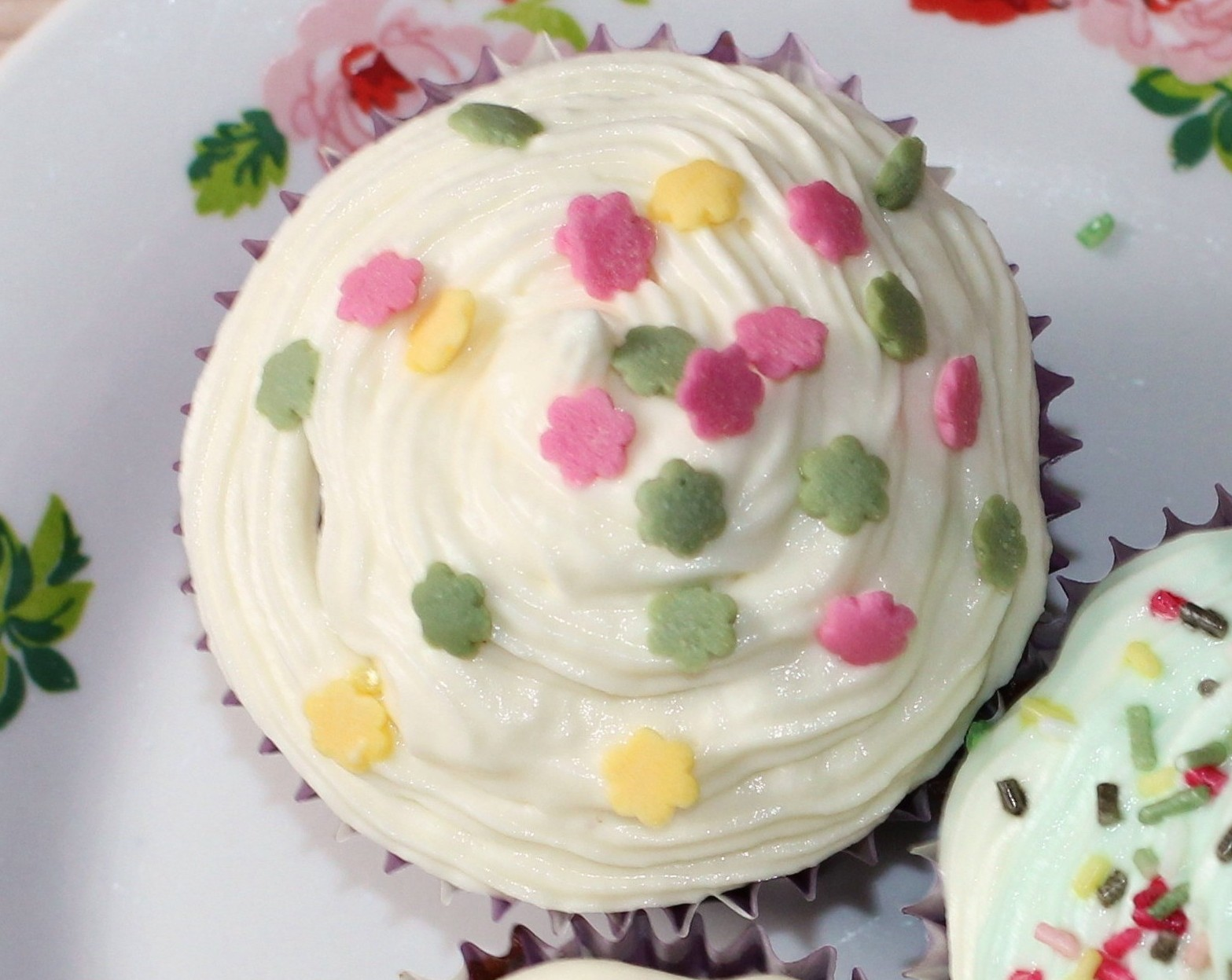
یک مافین یخ زده که با آب نبات کوفته تزئین شده است

- کولی: سس تهیه شده از میوه‌ها یا سبزیجات (مثلاً کولی تمشک)
- میوه ورقه شده
- گلهای خوراکی
- عسل
- آلبالوی ماراشینو
- نعناع
- ترافل رنگی
- شربت
- ویفر
- آجیل
  - تکه‌های گردو و گردوی قندی
- رویه کیک عروسی
- خامه زده‌شده

### نوشیدنی‌ها
گارنیش‌های نوشیدنی عبارتند از:
نوشیدنی‌های مبتنی بر قهوه:
- چوب دارچین یا پودر آسیاب شده
- پودر کاکائو

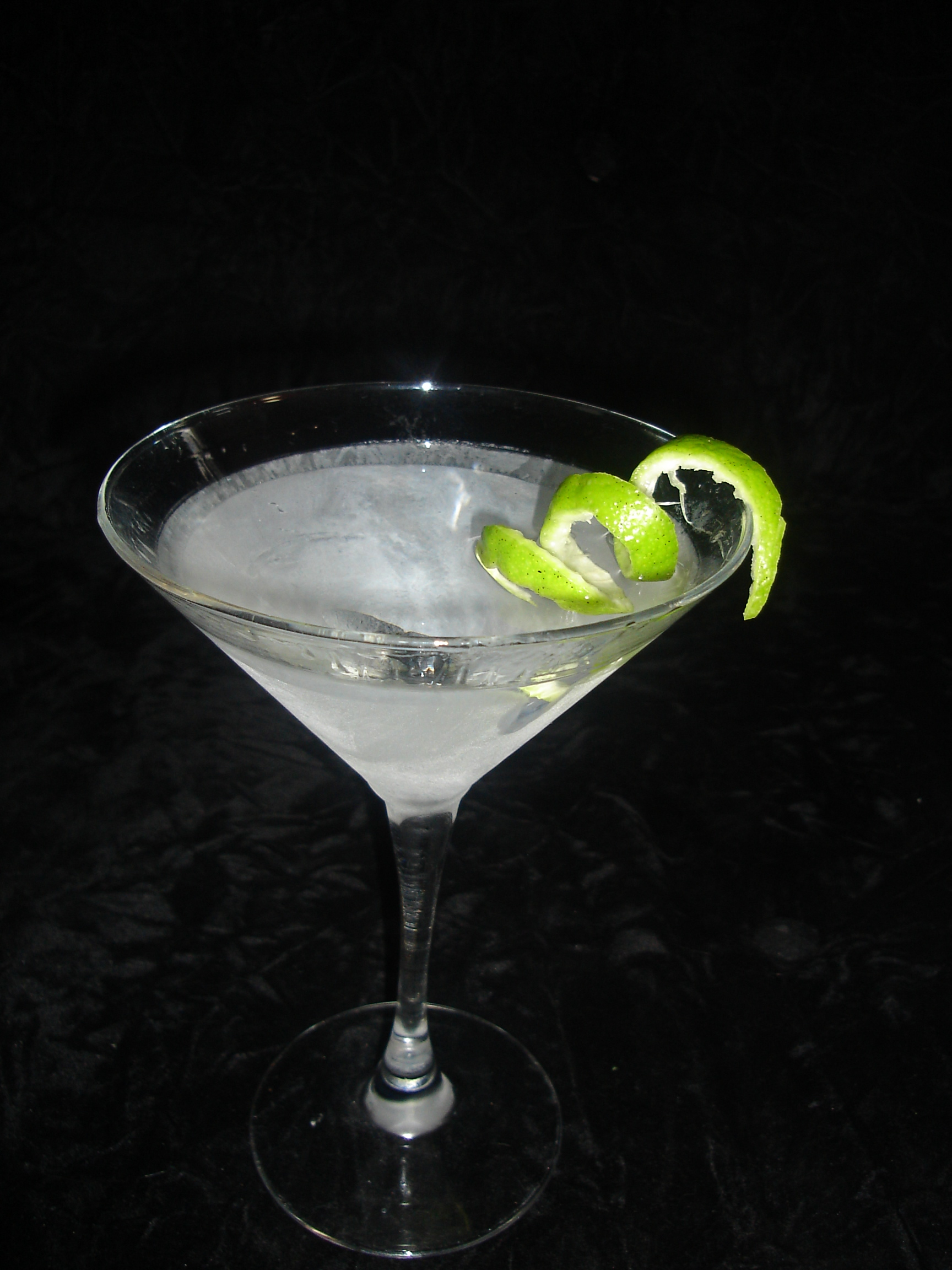
یک مارتینی جین با پیچ و تاب لیمویی

نوشیدنی‌های خوش طعم مانند بلادی مری:
- چوب هویج
- ساقه کرفس (معمولاً با برگهای چسبیده)
- فلفل سیاه
- نمک درشت (به لبه لیوان زده می‌شود)

اگ‌ناگ:
- جوز هندی (رنده شده)

میوه‌های مختلف:
- گیلاس
- لیمو (ورقه شده، حبه شده، قاچ شده)
- لیموی شیراز (ورقه شده، حبه شده، قاچ شده)
- پرتقال (ورقه شده، حبه شده، قاچ شده)
- آناناس (ورقه شده، قاچ شده)
- توت فرنگی
- هندوانه (قاچ شده)
- گارنیش کوکتل
  - چتر کوکتل
  - زیتون سبز
  - نعناع
  - شکر (گرانول یا پودر شده)

## ابزار گارنیش
ابزارهایی که اغلب برای ایجاد گارنیش غذا استفاده می‌شوند عبارتند از سیخ، چاقو، رنده، خلال دندان و کاغذ قنادی.

## نگارخانه

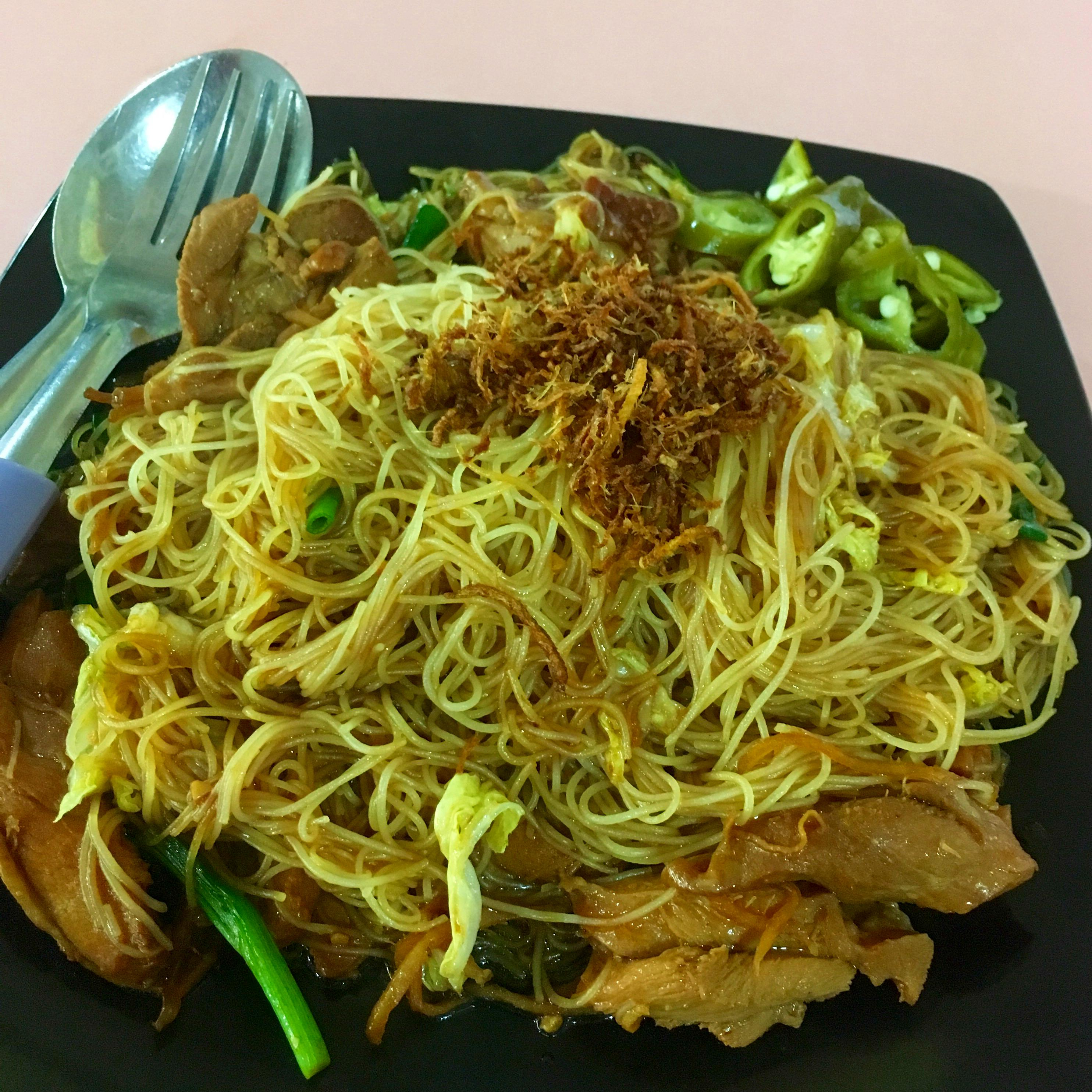
گارنیش پیازداغ یک بشقاب نودل مرغ
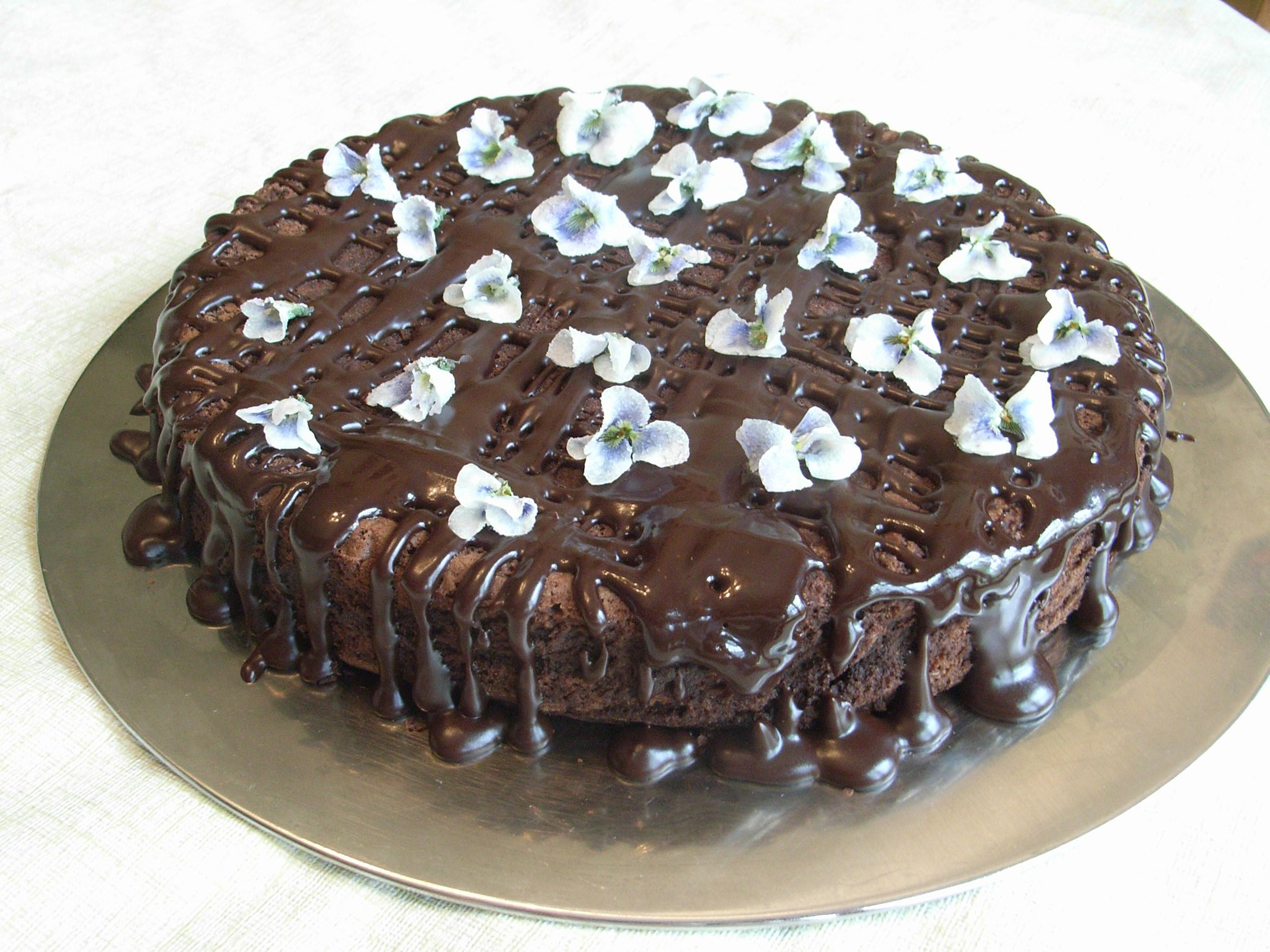
کیک شکلاتی که با گیاهان بنفش گارنیش شده است
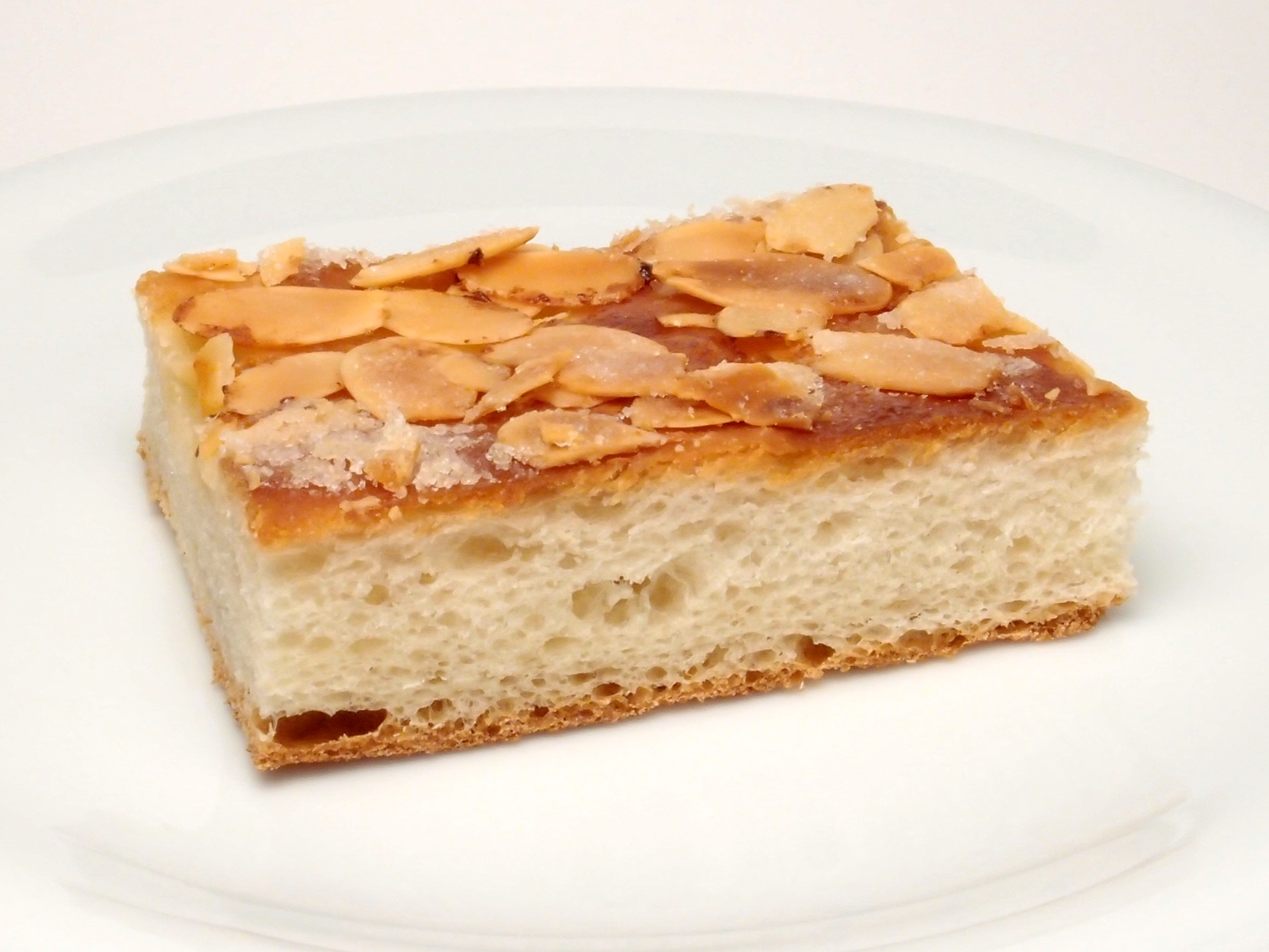
یک تکهکیک کره‌ای که با خلال بادام گارنیش شده است
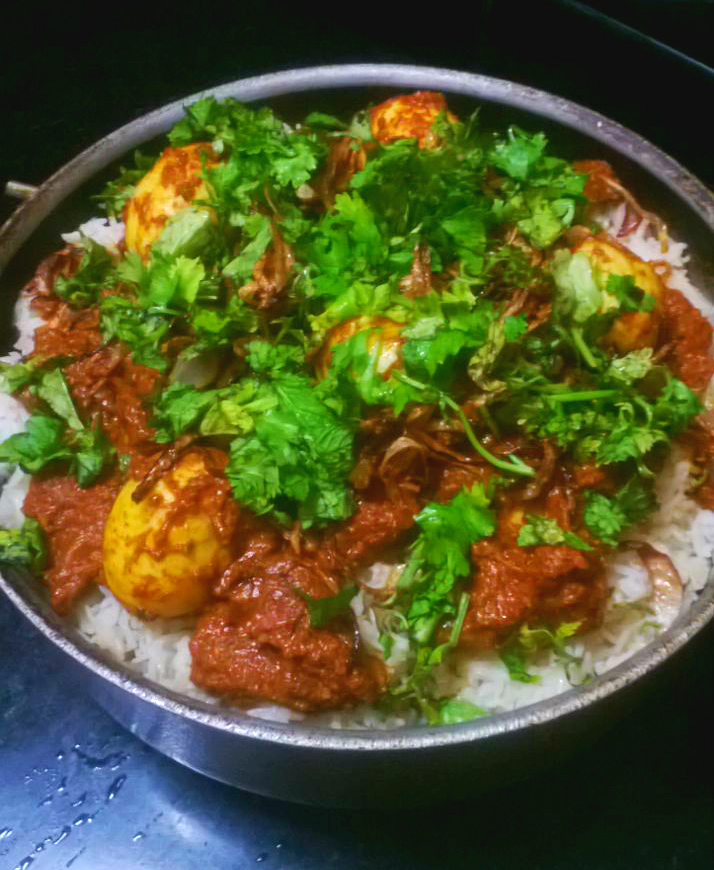
تخم مرغ بریانی  با گارنیش گشنیز
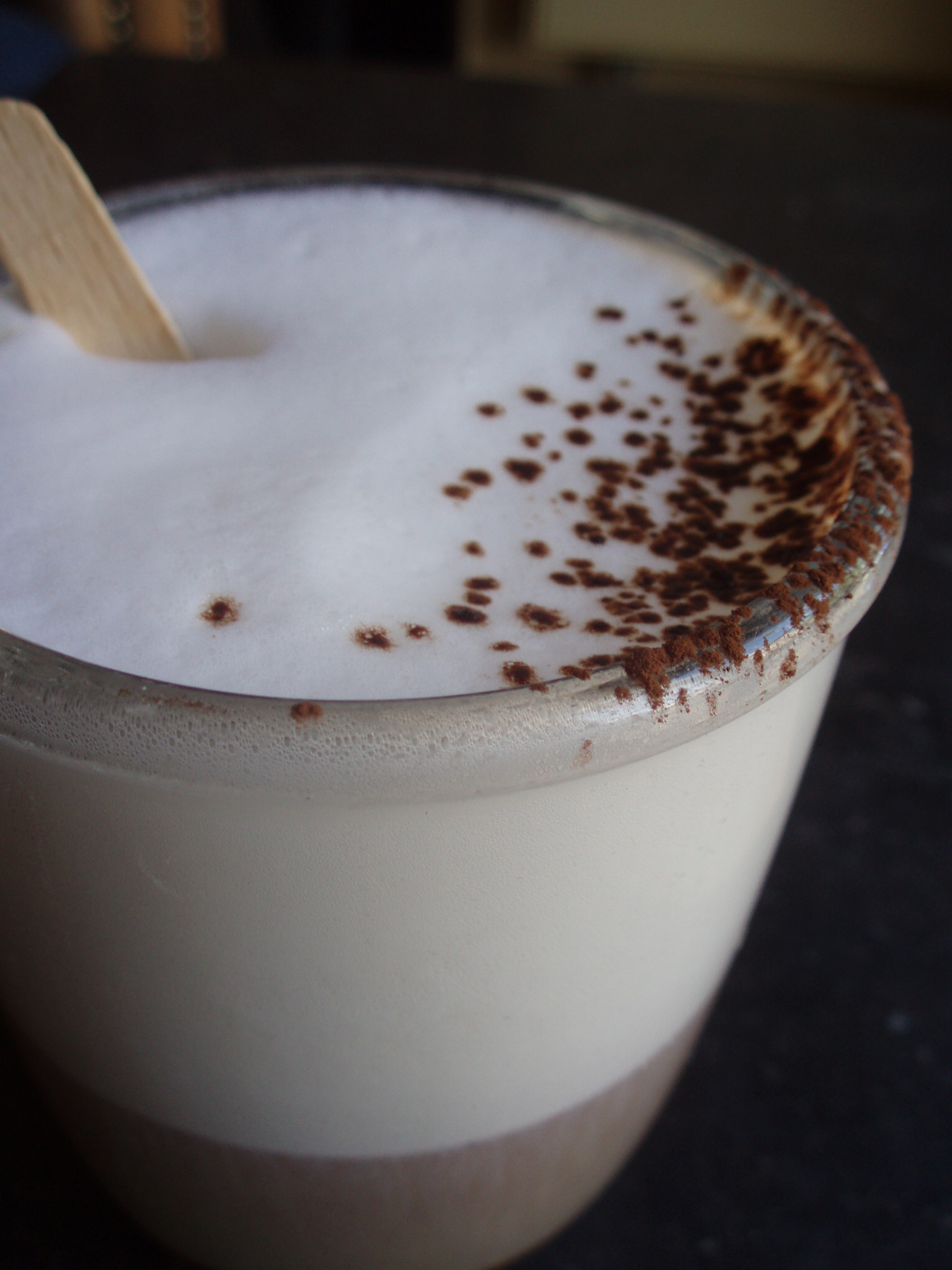
یک کاپوچینوی  با گارنیش پودر کاکائو
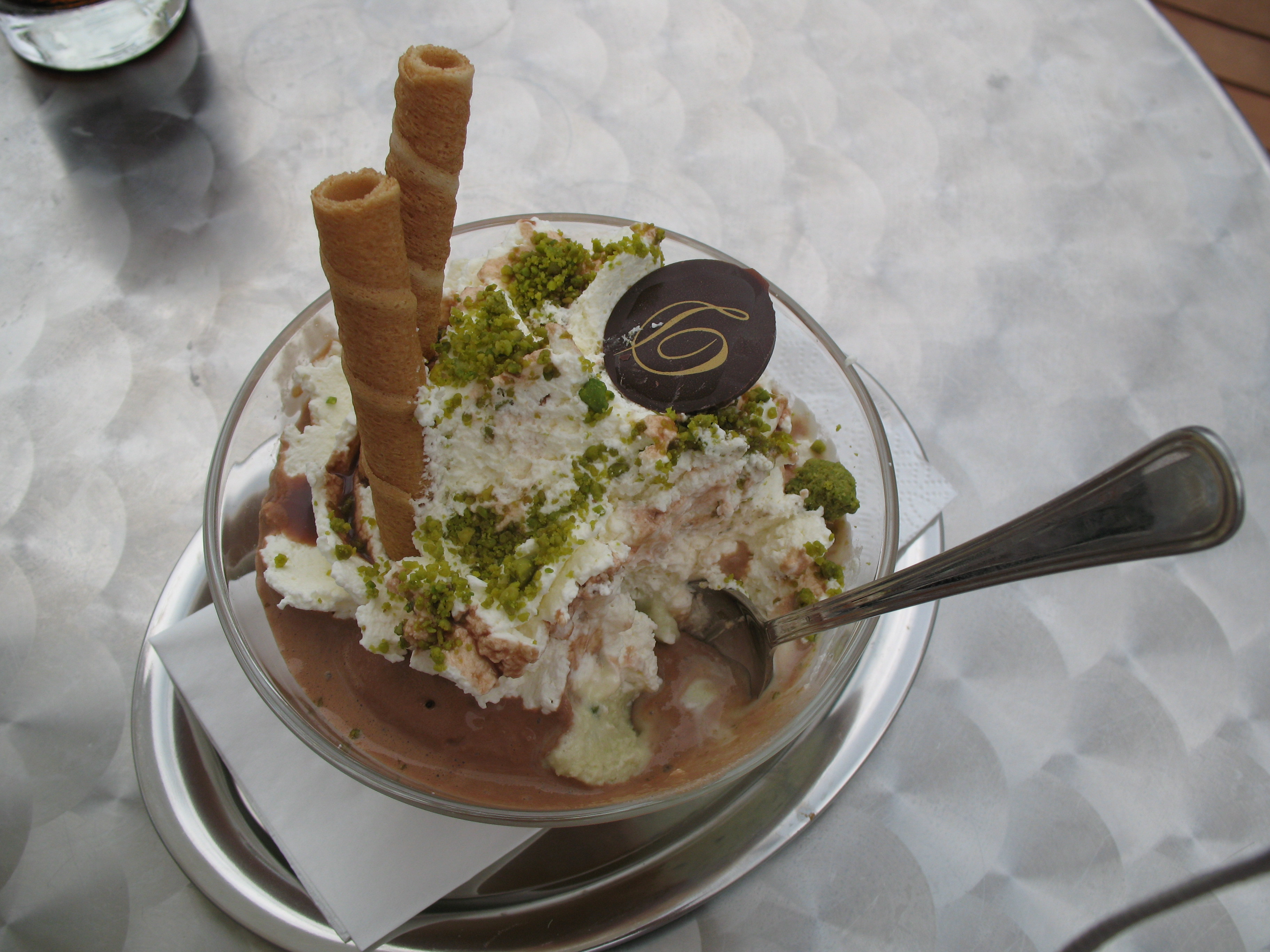
بستنی گارنیش شده با تکه‌های پسته و ویفر رول شده
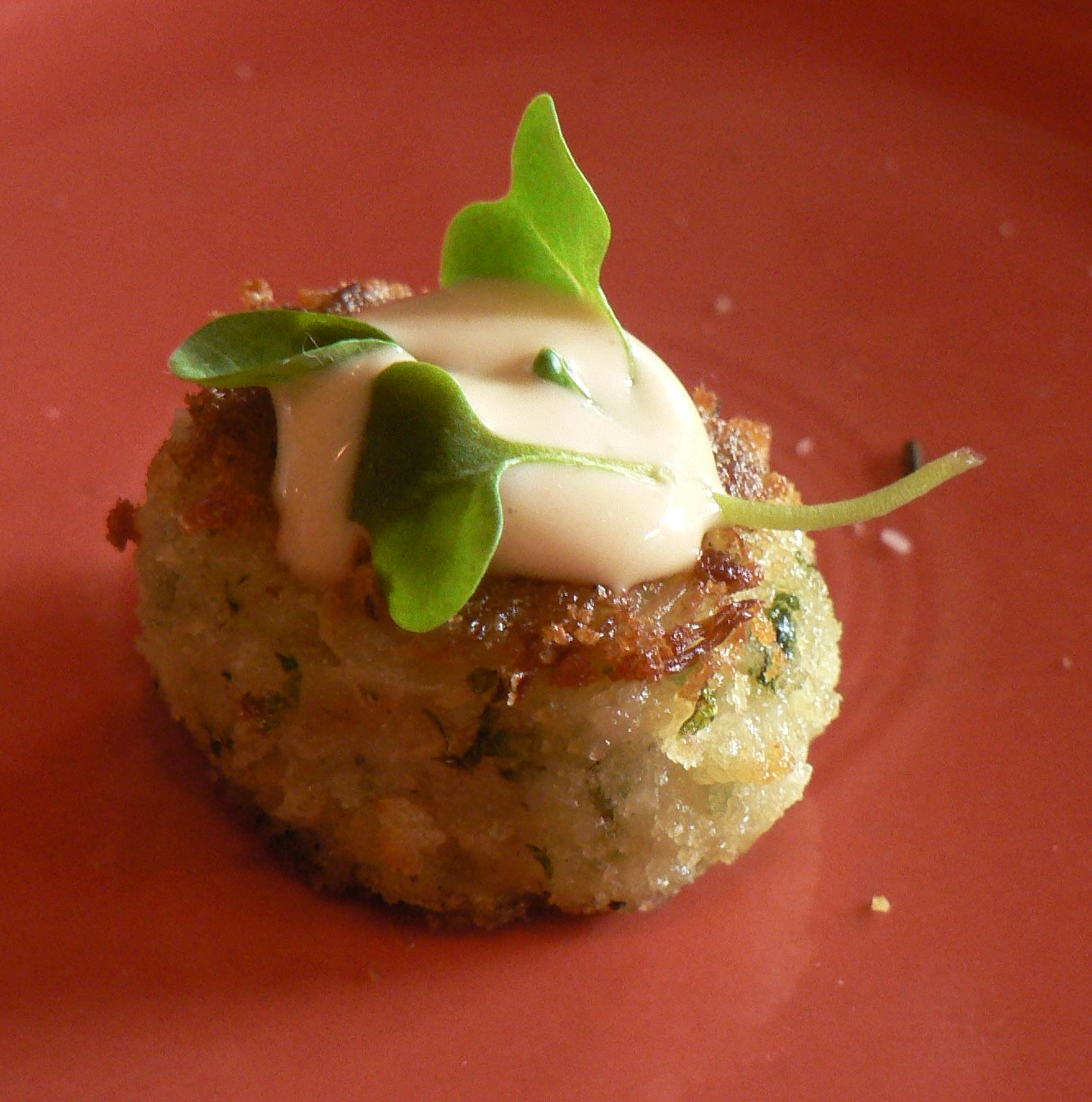
یک کیک خرچنگ با سس خامه ای و گارنیشی ازریزسبزی‌ها
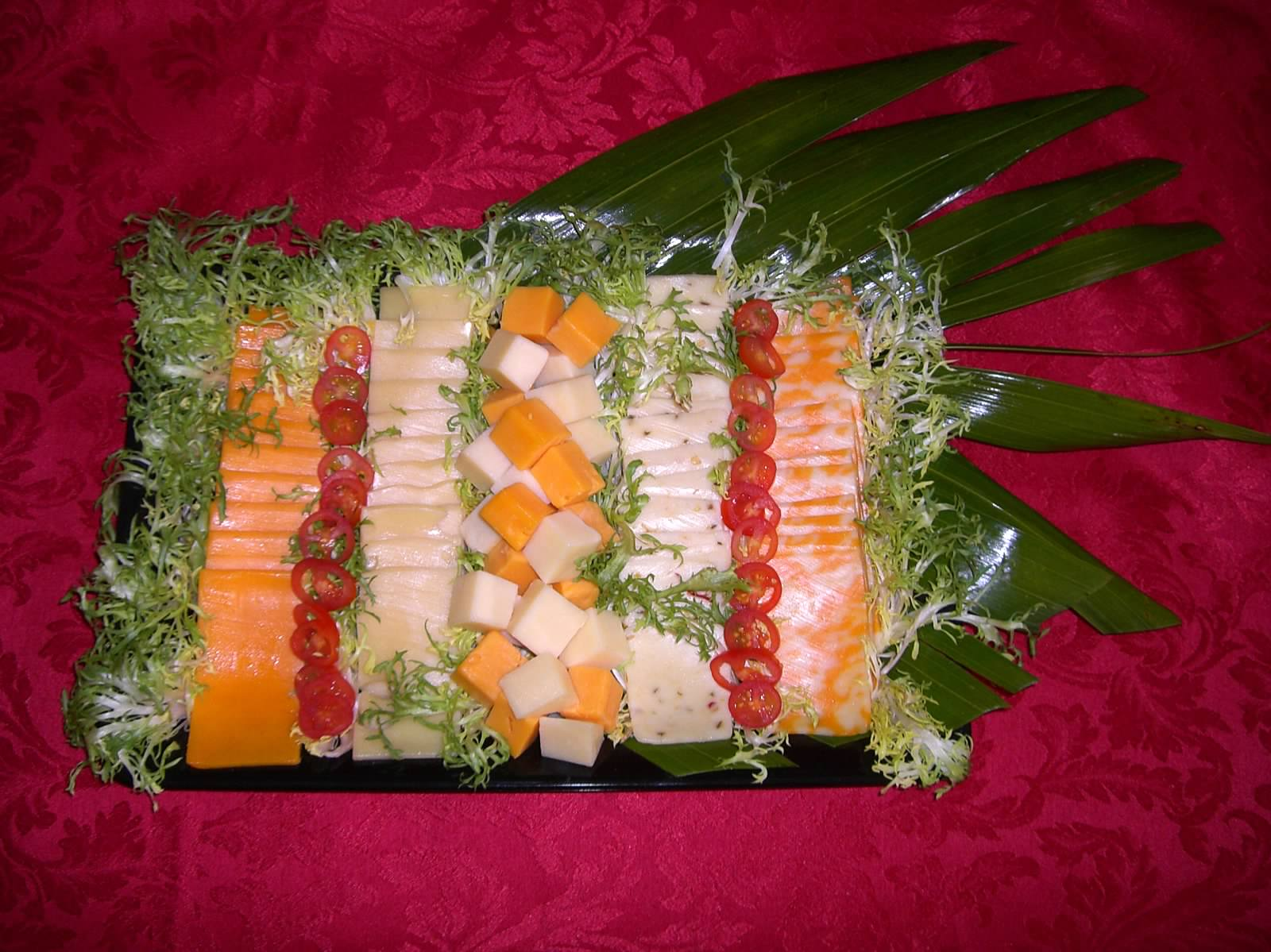
سینی پنیر با حلقه‌های فلفل قرمز و کاسنی گارنیش شده است
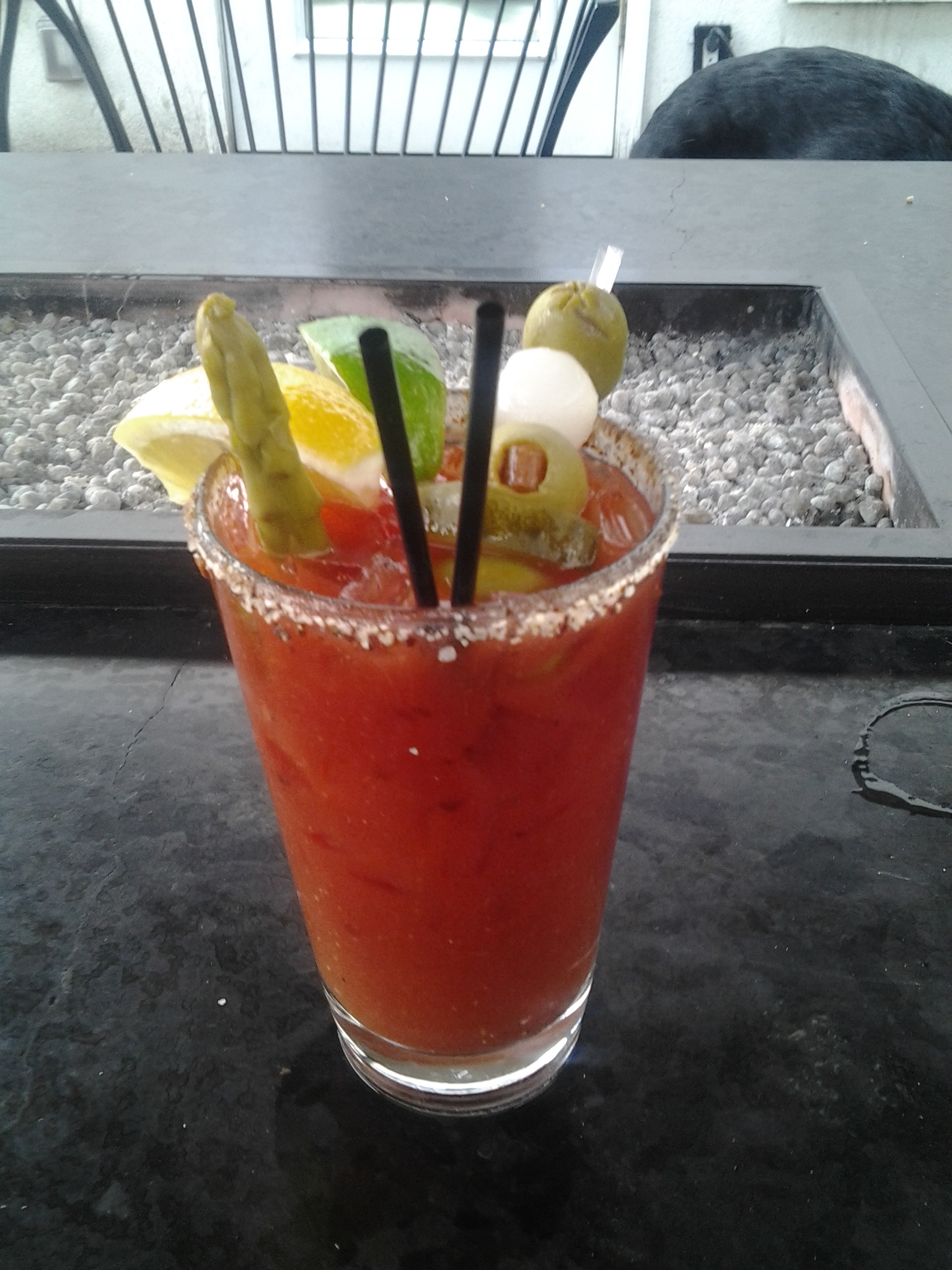
بلادی مری با چند مدل گارنیش
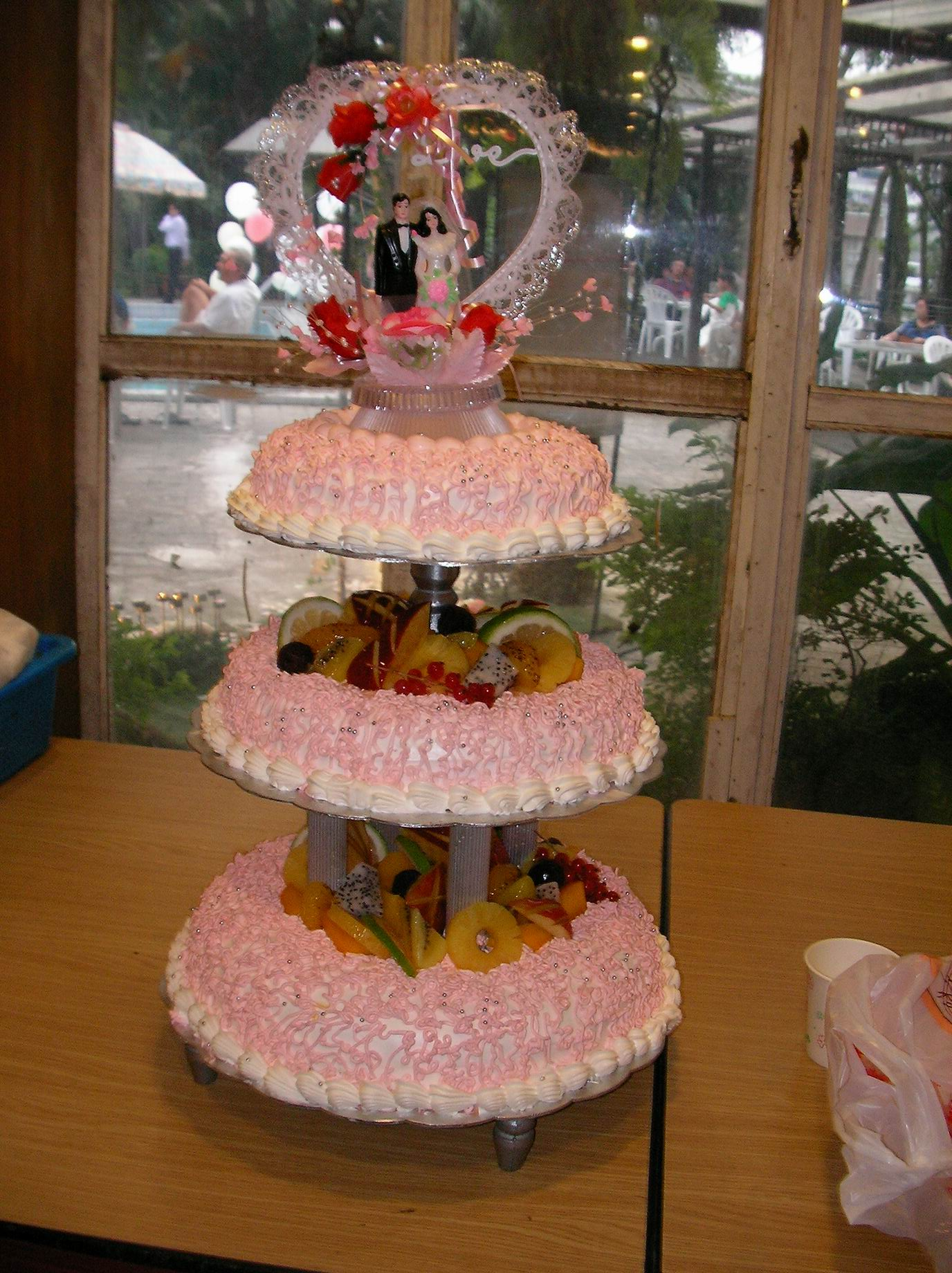
کیک عروسی با گارنیش مجسمه خوراکی عروس و داماد